# Telematik
Telematik (zusammengesetzt aus Telekommunikation und Informatik) ist eine Technik, welche die Bereiche Telekommunikation und Informatik verknüpft. Telematik ist also das Mittel der Informationsverknüpfung von mindestens zwei Informationssystemen mit Hilfe eines Telekommunikationssystems sowie einer speziellen Datenverarbeitung. Der Begriff wurde 1978 von Simon Nora und Alain Minc im Rahmen einer Studie zur Informatisierung der Gesellschaft geprägt.

## Wirkungsbereiche
- Telebanking
- Teleshopping
- Telelearning
- Televoting
- Telemedizin
- Telearbeit

## Kernbereiche
Zu den Kernbereichen, mit denen die Telematik sich befasst, gehören Rechnernetze wie z. B. das Internet, Telefon- und Mobilfunknetze. Daneben zählen zur Telematik u. a. die folgenden Spezialgebiete:
- Verkehrstelematik
- Flottenmanagement
- Maschinenverwaltung / Maschinenauslastung (Bauwirtschaft)
- Gebäudeautomatisierung (Facilitymanagement)
- Fernwirken
- E-Commerce (Logistik)
- Gesundheitstelematik / Telemedizin (E-Health)
- Bildungstelematik (E-Learning)
- Sicherheitstelematik
- Branchentelematik
- M2M-Telematik

Es ist umstritten, ob es sich bei der Telematik um ein eigenständiges Fachgebiet handelt, oder ob sie ein Teilgebiet der Informatik ist. Über die Jahre haben sich eigenständige Studiengänge und Berufsverbände gebildet.

## Ausbildung

### Deutschland
Das erste Institut für Telematik in Deutschland wurde 1982 an der Fakultät für Informatik der Universität Karlsruhe (TH) gegründet. Seit 1999 wurde an der TH Wildau bei Berlin ein Bachelor/Masterstudiengang Telematik als Modellstudiengang entwickelt. Er ist seit 2001/2002 als konsekutiver Studiengang international zertifiziert. Weiter führt die Universität Göttingen einen Lehrstuhl für Telematik und die Universität Lübeck ein eigenes Institut für Telematik.
Die deutsche Telematikgesellschaft TelematicsPro e. V. wurde 1998 als Berufsverband gegründet. Sie hat sich zur Aufgabe gestellt, die Telematik bekannt zu machen und zu unterstützen. Sie vertritt die Position, dass die Telematik eine eigenständige Querschnittstechnologie ist und die Basis sein kann für viele zukünftige Systeme, Dienstleistungen und Anwendungslösungen in kommunikationstechnisch verknüpften Informationssystemen.
Der TelematicsPro e. V. ging inzwischen durch Verschmelzung im neuen Verein ITS Germany – Deutsche Gesellschaft für Intelligente Transport Systeme – Intelligent Transport Systems Germany e. V. auf.

### Österreich
Ein Studiengang Telematik existiert seit 1985, entspricht aber eher der Ingenieurinformatik (ursprünglich zehnsemestriges Diplomstudium, heute in sechs Semester Bachelor- und vier Semester Masterstudium unterteilt) an der Technischen Universität Graz. Dieses Studium umfasst sowohl Themengebiete der Informatik als auch der Elektrotechnik. 2015 wurde der Studienname Telematik abgeschafft und der internationale Studienname Information & Computer Engineering eingeführt.

### Schweiz
An der Telematikschule Bern kann der Titel Dipl. Telematik – TechnikerIn HF (Höhere Fachschule) erlangt werden. Das Teilzeitstudium dauert inklusive Fernstudiumanteil fünf Semester.